# Ononis pubescens
Ononis pubescens är en ärtväxtart som beskrevs av Carl von Linné. Ononis pubescens ingår i släktet puktörnen, och familjen ärtväxter. Inga underarter finns listade i Catalogue of Life.

## Bildgalleri

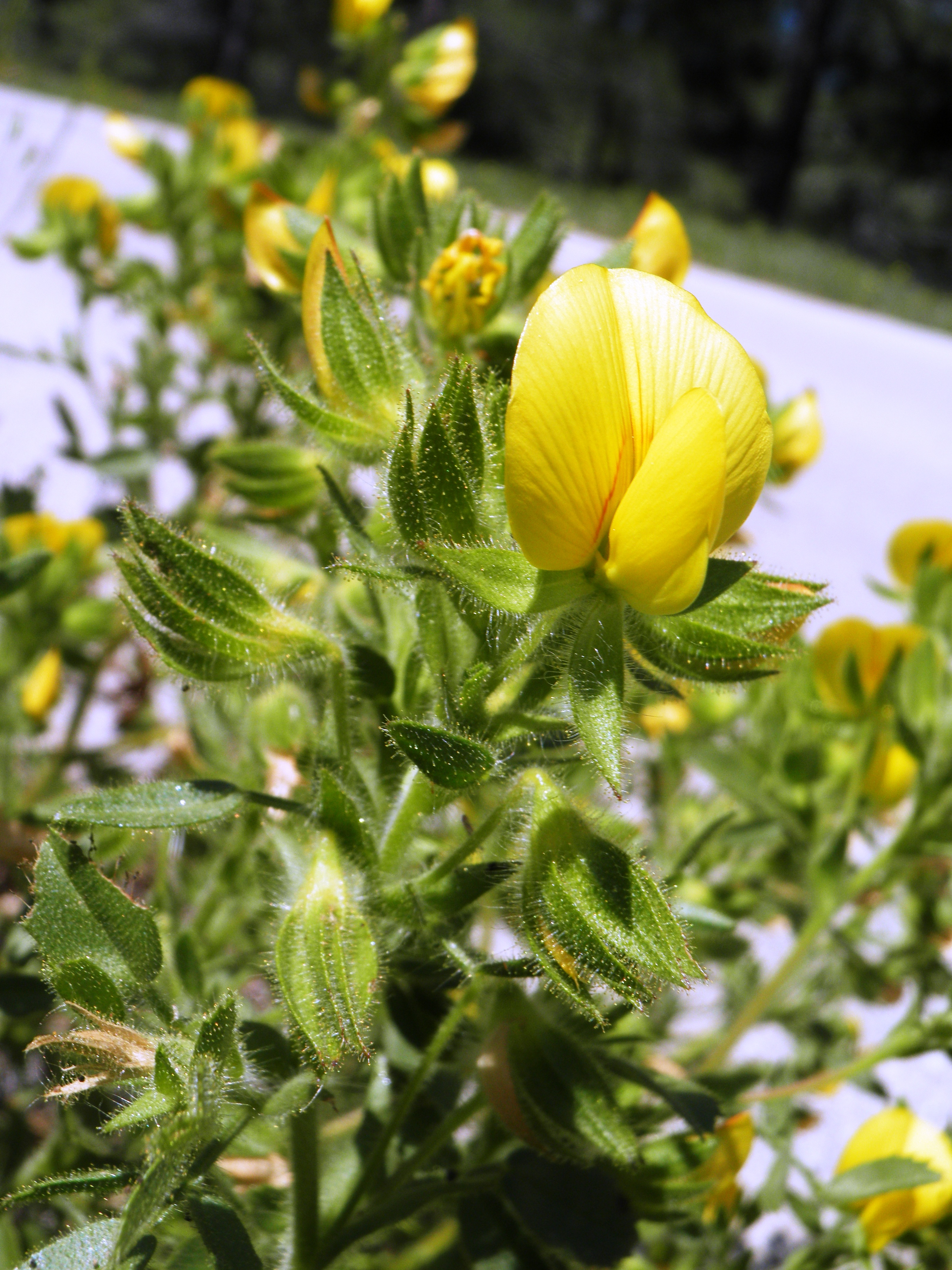
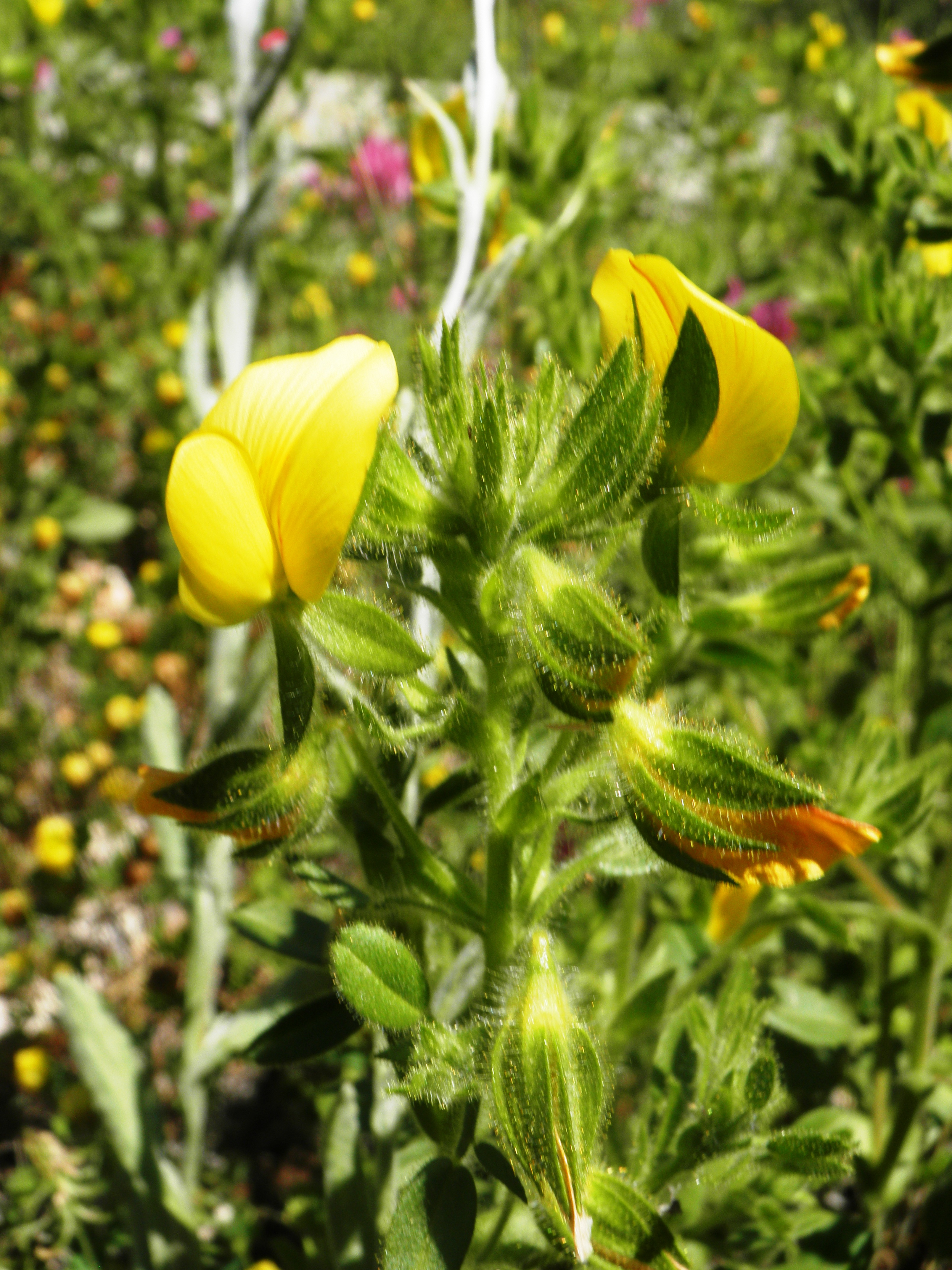
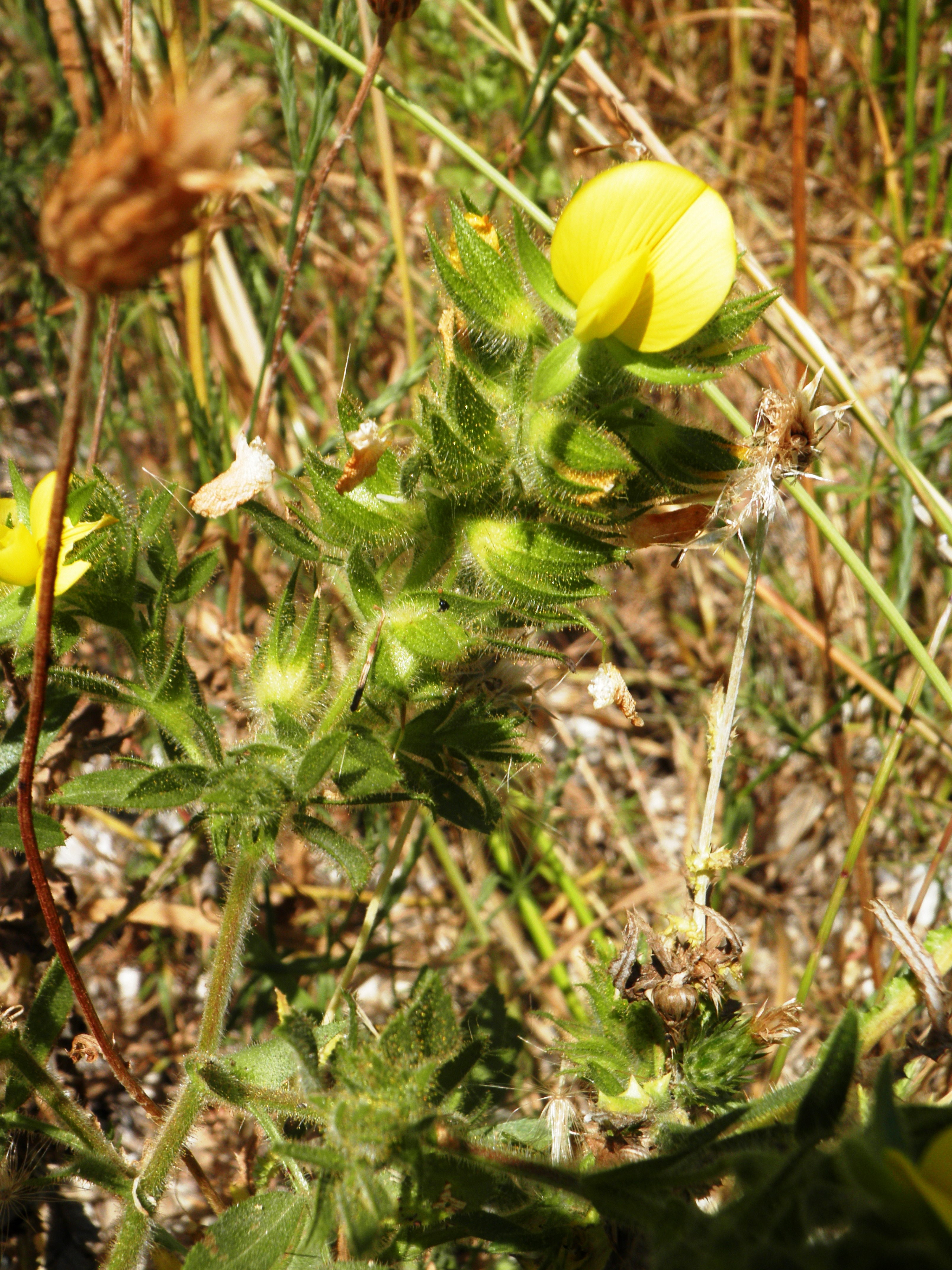